# Kyrinsky (huyện)
Huyện Kyrinsky (tiếng Nga: ? райо́н) là một huyện hành chính tự quản (raion), của Vùng Zabaykalsky, Nga. Huyện có diện tích 16040 kilômét vuông, dân số thời điểm ngày 1 tháng 1 năm 2000 là 18600 người. Trung tâm của huyện đóng ở Kyra.